# Nazionale femminile di pallavolo di Porto Rico
La nazionale di pallavolo femminile di Porto Rico è una squadra nordamericana composta dalle migliori giocatrici di pallavolo di Porto Rico ed è posta sotto l'egida della Federazione pallavolistica di Porto Rico.

## Rosa
Segue la rosa delle giocatrici convocate per la Volleyball Challenger Cup 2024.
| N° | Nome              | Ruolo | Data di nascita   | Squadra                 |
| -- | ----------------- | ----- | ----------------- | ----------------------- |
| 1  | Destiny Walker    | S     | 8 febbraio 2006   | -                       |
| 2  | Shara Venegas     | L     | 18 settembre 1992 | San Diego Mojo          |
| 3  | Valeria León      | L     | 21 novembre 1995  | Columbus Fury           |
| 5  | Wilmarie Rivera   | P     | 14 febbraio 1997  | Orlando Valkyries       |
| 6  | Jennifer Nogueras | P     | 1º agosto 1991    | Olympiada Neapolīs      |
| 10 | Diana Reyes       | C     | 29 aprile 1993    | Criollas de Caguas      |
| 12 | Neira Ortiz       | C     | 6 luglio 1993     | Cangrejeras de Santurce |
| 13 | Stephanie Rivera  | S     | 25 settembre 2000 | Mets de Guaynabo        |
| 16 | Paola Santiago    | S     | 17 febbraio 2000  | Melendugno              |
| 17 | Decelise Champion | O     | 16 settembre 2009 | Vaqueras de Bayamón     |
| 18 | Alba Hernández    | C     | 3 ottobre 1994    | VKP Bratislava          |
| 23 | Grace López       | O     | 15 luglio 2005    | Miami (Florida)         |

## Risultati

### Competizioni FIVB
| 1964 | non qualificata | -            |
| 1968 | non qualificata | -            |
| 1972 | non qualificata | -            |
| 1976 | non qualificata | -            |
| 1980 | non qualificata | -            |
| 1984 | non qualificata | -            |
| 1988 | non qualificata | -            |
| 1992 | non qualificata | -            |
| 1996 | non qualificata | -            |
| 2000 | non qualificata | -            |
| 2004 | non qualificata | -            |
| 2008 | non qualificata | -            |
| 2012 | non qualificata | -            |
| 2016 | 11º posto       | Convocazioni |
| 2020 | non qualificata | -            |
| 2024 | non qualificata | -            |

| 1952 | non qualificata | -            |
| 1956 | non qualificata | -            |
| 1960 | non qualificata | -            |
| 1962 | non qualificata | -            |
| 1967 | non qualificata | -            |
| 1970 | non qualificata | -            |
| 1974 | 22º posto       | Convocazioni |
| 1978 | non qualificata | -            |
| 1982 | 17º posto       | Convocazioni |
| 1986 | non qualificata | -            |
| 1990 | non qualificata | -            |
| 1994 | non qualificata | -            |
| 1998 | non qualificata | -            |
| 2002 | 12º posto       | Convocazioni |
| 2006 | 16º posto       | Convocazioni |
| 2010 | 17º posto       | Convocazioni |
| 2014 | 17º posto       | Convocazioni |
| 2018 | 14º posto       | Convocazioni |
| 2022 | 15º posto       | Convocazioni |

| 1973 | non qualificata | -            |
| 1977 | non qualificata | -            |
| 1981 | non qualificata | -            |
| 1985 | non qualificata | -            |
| 1989 | non qualificata | -            |
| 1991 | non qualificata | -            |
| 1995 | non qualificata | -            |
| 1999 | non qualificata | -            |
| 2003 | non qualificata | -            |
| 2007 | non qualificata | -            |
| 2011 | non qualificata | -            |
| 2015 | non qualificata | -            |
| 2019 | non qualificata | -            |
| 2023 | 4º posto        | Convocazioni |

### Competizioni NORCECA
| 1969 | 5º posto        | Convocazioni |
| 1971 | 4º posto        | Convocazioni |
| 1973 | 6º posto        | Convocazioni |
| 1975 | non qualificata | -            |
| 1977 | 5º posto        | Convocazioni |
| 1979 | non qualificata | -            |
| 1981 | 6º posto        | Convocazioni |
| 1983 | 5º posto        | Convocazioni |
| 1985 | 4º posto        | Convocazioni |
| 1987 | 5º posto        | Convocazioni |
| 1989 | 6º posto        | Convocazioni |
| 1991 | 6º posto        | Convocazioni |
| 1993 | 5º posto        | Convocazioni |
| 1995 | 5º posto        | Convocazioni |
| 1997 | 5º posto        | Convocazioni |
| 1999 | 5º posto        | Convocazioni |
| 2001 | non qualificata | -            |
| 2003 | 5º posto        | Convocazioni |
| 2005 | 4º posto        | Convocazioni |
| 2007 | 5º posto        | Convocazioni |
| 2009 | 2º posto        | Convocazioni |
| 2011 | 4º posto        | Convocazioni |
| 2013 | 3º posto        | Convocazioni |
| 2015 | 3º posto        | Convocazioni |
| 2017 | 2º posto        | Convocazioni |
| 2019 | 4º posto        | Convocazioni |
| 2021 | 2º posto        | Convocazioni |
| 2023 | 6º posto        | Convocazioni |

| 2021 | 6º posto | Convocazioni |
| 2022 | 3º posto | Convocazioni |
| 2023 | 6º posto | Convocazioni |
| 2024 | 4º posto | Convocazioni |

| 2022 | 3º posto | Convocazioni |
| 2023 | 1º posto | Convocazioni |
| 2024 | 1º posto | Convocazioni |
| 2025 | 1º posto | Convocazioni |

### Competizioni zonali
| 1955 | non qualificata | -            |
| 1959 | 4º posto        | Convocazioni |
| 1963 | 5º posto        | Convocazioni |
| 1967 | non qualificata | -            |
| 1971 | non qualificata | -            |
| 1975 | 7º posto        | Convocazioni |
| 1979 | 8º posto        | Convocazioni |
| 1983 | 8º posto        | Convocazioni |
| 1987 | non qualificata | -            |
| 1991 | non qualificata | -            |
| 1995 | non qualificata | -            |
| 1999 | non qualificata | -            |
| 2003 | 6º posto        | Convocazioni |
| 2007 | 6º posto        | Convocazioni |
| 2011 | 5º posto        | Convocazioni |
| 2015 | 4º posto        | Convocazioni |
| 2019 | 5º posto        | Convocazioni |
| 2023 | 7º posto        | Convocazioni |

| 1935 | ?               | -            |
| 1938 | 2º posto        | Convocazioni |
| 1946 | 2º posto        | Convocazioni |
| 1954 | ?               | -            |
| 1959 | non qualificata | -            |
| 1962 | 2º posto        | Convocazioni |
| 1966 | 5º posto        | Convocazioni |
| 1970 | non qualificata | -            |
| 1974 | 4º posto        | Convocazioni |
| 1978 | 5º posto        | Convocazioni |
| 1982 | 4º posto        | Convocazioni |
| 1986 | non qualificata | -            |
| 1990 | 5º posto        | Convocazioni |
| 1993 | 5º posto        | Convocazioni |
| 1998 | 4º posto        | Convocazioni |
| 2002 | 4º posto        | Convocazioni |
| 2006 | 3º posto        | Convocazioni |
| 2010 | 2º posto        | Convocazioni |
| 2014 | 2º posto        | Convocazioni |
| 2018 | 3º posto        | Convocazioni |
| 2023 | 2º posto        | Convocazioni |

| 2002 | 7º posto | Convocazioni |
| 2003 | 7º posto | Convocazioni |
| 2004 | 6º posto | Convocazioni |
| 2005 | 5º posto | Convocazioni |
| 2006 | 5º posto | Convocazioni |
| 2007 | 5º posto | Convocazioni |
| 2008 | 4º posto | Convocazioni |
| 2009 | 3º posto | Convocazioni |
| 2010 | 6º posto | Convocazioni |
| 2011 | 5º posto | Convocazioni |
| 2012 | 6º posto | Convocazioni |
| 2013 | 5º posto | Convocazioni |
| 2014 | 3º posto | Convocazioni |
| 2015 | 6º posto | Convocazioni |
| 2016 | 2º posto | Convocazioni |
| 2017 | 3º posto | Convocazioni |
| 2018 | 6º posto | Convocazioni |
| 2019 | 4º posto | Convocazioni |
| 2022 | 6º posto | Convocazioni |
| 2023 | 2º posto | Convocazioni |
| 2024 | 6º posto | Convocazioni |
| 2025 | 3º posto | Convocazioni |

### Competizioni estinte
| 1993 | non qualificata | -            |
| 1994 | non qualificata | -            |
| 1995 | non qualificata | -            |
| 1996 | non qualificata | -            |
| 1997 | non qualificata | -            |
| 1998 | non qualificata | -            |
| 1999 | non qualificata | -            |
| 2000 | non qualificata | -            |
| 2001 | non qualificata | -            |
| 2002 | non qualificata | -            |
| 2003 | non qualificata | -            |
| 2004 | non qualificata | -            |
| 2005 | non qualificata | -            |
| 2006 | non qualificata | -            |
| 2007 | non qualificata | -            |
| 2008 | non qualificata | -            |
| 2009 | 10º posto       | Convocazioni |
| 2010 | 11º posto       | Convocazioni |
| 2011 | non qualificata | -            |
| 2012 | 13º posto       | Convocazioni |
| 2013 | 18º posto       | Convocazioni |
| 2014 | 15º posto       | Convocazioni |
| 2015 | 16º posto       | Convocazioni |
| 2016 | 15º posto       | Convocazioni |
| 2017 | 18º posto       | Convocazioni |

| 2018 | 3º posto        | Convocazioni |
| 2019 | non qualificata | -            |
| 2022 | 3º posto        | Convocazioni |
| 2023 | non qualificata | -            |
| 2024 | 2º posto        | Convocazioni |

| 2015 | 3º posto | Convocazioni |
| 2019 | 4º posto | Convocazioni |